# Ernest Poku
Ernest Poku (* 28. Januar 2004 in Hamburg, Deutschland) ist ein niederländischer Fußballspieler. Der Mittelstürmer steht aktuell bei Bayer 04 Leverkusen unter Vertrag und ist Nachwuchsnationalspieler der Niederlande.

## Karriere

### Verein

#### AZ Alkmaar
Ernest Poku, geboren als Sohn von Eltern aus Ghana in der norddeutschen Millionenmetropole Hamburg, wuchs in den Niederlanden auf, spielte bis 2019 bei den Amsterdamer Amateurclubs SV Robinhood sowie FC Amsterdam und wechselte dann in die Jugendabteilung von AZ Alkmaar. Am 30. April 2021 gab er beim 1:0-Auswärtssieg im Zweitligaspiel gegen Roda JC Kerkrade sein Pflichtspieldebüt für die zweite Mannschaft. Am 14. August 2021 kam der damals 17-jährige Poku auch zu seinem ersten Einsatz in der Eredivisie, als er bei der 0:1-Niederlage bei RKC Waalwijk für Albert Guðmundsson eingewechselt wurde, vier Tage später absolvierte er bei der 0:2-Niederlage im Hinspiel in den Play-offs zur UEFA Europa League gegen Celtic Glasgow sein erstes internationales Pflichtspiel. Da AZ sowohl dieses Spiel als auch das Rückspiel verlor (1:2), mussten sie in die Gruppenphase der neueingeführten Europa Conference League „absteigen“ und trafen dort auf den dänischen Vertreter Randers FC, den tschechischen Verein FK Jablonec und den rumänischen Club CFR Cluj. AZ erreichte in diesem Wettbewerb das Achtelfinale und schied dort gegen den norwegischen Verein FK Bodø/Glimt aus und Ernest Poku hatte kein einziges Spiel absolviert. In der Eredivisie kam er auch nur zu vier Einsätzen.
In der darauffolgenden Saison pendelte er zwischen der U18-Mannschaft sowie der Zweitvertretung in der „Keuken Kampioen Divisie“, wie die zweite niederländische Liga heißt. Zudem gewann Poku 2023 mit AZ Alkmaar die UEFA Youth League, nachdem man im Finale Hajduk Split mit 5:0 schlagen konnte, dabei schoss er zwei Tore. Im Laufe des Wettbewerbes schoss er insgesamt acht Tore. In der Saison 2023/24 kam Ernest Poku vermehrt zu Einsätzen in der Profimannschaft, allerdings des Öfteren nur als Einwechselspieler. Dabei schoss er am 28. April 2024 beim 3:0-Sieg bei NEC Nijmegen sein erstes Tor in der Eredivisie. In jener Saison spielte Poku mit seinem Verein wieder in der Europa Conference League, schied allerdings nach den Gruppenspielen, in der die Gegner HŠK Zrinjski Mostar (Bosnien-Herzegowina), Legia Warschau (Polen) und Aston Villa (England) hießen, aus.
In der darauffolgenden Spielzeit war er zunächst zum einen des Öfteren auf der Ersatzbank vorzufinden, des Weiteren war er auch aufgrund einer Hüftverletzung ausgefallen, doch ab dem neunten Spieltag gehörte er mehr oder weniger zur Stammelf und kam zu 23 Einsätzen (drei Vorlagen, zwei Treffer), dabei stand er in 17 Partien in der Anfangself. Ernest Poku erreichte mit AZ Alkmaar die ligainternen Play-offs um die Teilnahme an der Conference League, wo man zunächst im Halbfinale den SC Heerenveen rauswarf, ehe man sich im Finale auch gegen den FC Twente durchsetzen konnte. In dieser Saison kam er in der UEFA Europa League zum Einsatz und erreichte dort mit seiner Mannschaft das Achtelfinale, wo AZ Alkmaar gegen den späteren Titelträger Tottenham Hotspur ausschied.

#### Bayer 04 Leverkusen
Mitte August 2025 wechselte Poku zu Bayer 04 Leverkusen, wo er einen Vertrag bis 30. Juni 2030 unterschrieb.

### Nationalmannschaft
Ernest Poku ist niederländischer Nachwuchsnationalspieler und vertrat „Oranje“ in den Altersklassen U16, U18 U19 und U21. Er nahm mit der U21 der Niederländer an der Europameisterschaft 2025 in der Slowakei teil und erreichte mit seiner Mannschaft das Halbfinale, wo der Titelverteidiger und spätere Titelträger England Endstation bedeutete. Dabei kam Poku in jedem Spiel zum Einsatz und schoss zwei Tore, darunter den 1:0-Siegtreffer im Viertelfinale gegen Portugal.